# ハマエンドウ
ハマエンドウ（浜豌豆、学名: Lathyrus japonicus）はマメ科レンリソウ属の多年生。観賞用のスイートピーの仲間で、和名の由来は、エンドウに似た実をつけ、浜辺に生えるためこの名がある。別名、キツネマメ、ハマゴマメ、ハマノマメともよばれる。中国名は、海濱山黧豆。食べられる野草で、若苗、つる先、若いサヤなどは食用にできる。

## 分布・生育地
種小名はjaponicus（日本の）となっているものの、汎世界種であり、アジア・ヨーロッパ・北アメリカ・南アメリカなどの海岸に分布している。
北海道から九州までの日本各地の海岸に分布する海浜植物。日当たりの良い海辺や河川、湖近くの砂地、またそれら周辺の草地に群生する。多くは海岸の砂浜で見られるが、内陸の湖沼のほとりでまれに見られる。

## 形態・生態
多年生草本。高さは40センチメートル (cm) ほどになり、草姿は全体にエンドウに似ている。地下茎とつるを四方に伸ばして、1メートル (m) ほどの長さに広がる。地下茎を長く伸ばして、茎ははじめのうちは横に這い、その後上部が斜めに立ち上がって、葉の先端に1 - 3本の巻きひげをつけて他の植物などに絡みつく。
葉は3 - 6対の小葉からなる偶数羽状複葉で、葉柄の基部には小葉によく似た三角状卵形の托葉をついている。小葉は緑白色で、幅15ミリメートル (mm) 、長さ14 - 40 mmの卵形から長楕円形をしている。
花期は初夏（4 - 7月ごろ）。葉腋から花柄を伸ばして先に総状花序をつくり、スイートピーに似た赤紫色ないし濃紫色の蝶形花を3 - 6個咲かせる。いっせいに花を咲かせると、お花畑のような景観が見られることもある。花後はエンドウに似た長さ5 cmほどの長楕円形の果実をつける。果実は豆果で、莢状の果実の中には、褐色で球形の種子が数個入っている。

## 利用
若苗や花が咲く前の若いつる先、やわらかい葉、花、若い莢は食用になる。採取時期は暖地が3 - 5月ごろ、寒冷地は5 - 6月が適期とされる。実は熟すと硬くなるが、サヤは少し膨らんでも、中の種子がやわらかいうちならサヤごと食べられる。若苗、つる先、葉は塩茹でにして水にさらし、おひたし、和え物、汁の実、油炒めにする。
若い莢は筋を取って、そのままバター炒めや油炒め、煮びたしにしたり、茹でて和え物、汁の実にする。果実はエンドウのような形状で、若いものは芽と共に油炒めなどにして食用にできるが、下半身が麻痺するラチリズムを引き起こすオキサリルジアミノプロピオン酸などの毒成分を含むため、過食は禁物である。
花は摘み集めてジャムにするほか、サラダのあしらいや、茹でて三杯酢、おひたし、汁の実にしたり、ホワイトリカーに漬けて花酒にもできる。種子は佃煮、煮物などに利用する。